# Абдикадир
Абдикади́р (каз. Әбдіқадыр) — село у складі Жуалинського району Жамбильської області Казахстану. Входить до складу Білікольського сільського округу.
До 2007 року село називалось Ленінський Путь.
Населення — 180 осіб (2021; 313 у 2009, 252 у 1999, 222 у 1989).